# Roxio Creator
Easy Media Creator (ранее Roxio Easy Media Creator и Roxio Easy CD Creator) — программа для записи оптических дисков, работающая под управлением Windows.

## Возможности
Программа выпускается в двух версиях (Roxio Creator и Roxio Creator Pro), различающихся ценой и возможностями.
| Возможности                                                          | Версии            | Версии        | Версии |
| Возможности                                                          | Roxio Creator Pro | Roxio Creator |        |
| -------------------------------------------------------------------- | ----------------- | ------------- | ------ |
| Авторинг Blu-Ray-видеодисков высокого разрешения                     | Да                | Плагин        |        |
| Создание высококачественных звуковых дорожек для фильмов и слайд-шоу | Да                | Нет           |        |
| Реставрация и очистка от шумов звукозаписей                          | Да                | Нет           |        |
| Создание HDR-изображений                                             | Да                | Нет           |        |
| Запись зашифрованных дисков                                          | Да                | Нет           |        |
| Создание резервных копий                                             | Да                | Да            |        |
| Восстановление системы в случае фатального сбоя                      | Да                | Нет           |        |
| Создание 3D-фильмов                                                  | Да                | Да            |        |
| Запись и копирование CD-, DVD- и Blu-Ray-дисков                      | Да                | Да            |        |
| Обработка и конвертирование видео                                    | Да                | Да            |        |
| Запись Blu-Ray-видеодисков                                           | Да                | Плагин        |        |
| Создание и запись видео-DVD                                          | Да                | Да            |        |
| Запись аудио из аналоговых источников                                | Да                | Да            |        |
| Обработка и конвертирование аудио                                    | Да                | Да            |        |
| Создание и запись MP3-дисков                                         | Да                | Да            |        |
| Обработка изображений и создание слайд-шоу                           | Да                | Да            |        |
| Поддержка мобильных устройств                                        | Да                | Да            |        |
| Создание наклеек на диски                                            | Да                | Да            |        |